# Chuwa
Chuwa – gaun wikas samiti w zachodniej części Nepalu w strefie Dhawalagiri w dystrykcie Parbat. Według nepalskiego spisu powszechnego z 2001 roku liczył on 365 gospodarstw domowych i 1587 mieszkańców (858 kobiet i 729 mężczyzn).